# سینمای استونی
سینمای استونی (انگلیسی: Cinema of Estonia) به صنعت فیلم جمهوری استونی اشاره دارد. فیلم‌های استونیایی تابه‌حال، برنده جوایز متعدد بین‌المللی شده و هر ساله در جشنواره‌های معتبر دنیا، دیده می‌شوند. اولین تصاویر متحرک در استونی، در ۱۸۹۶ و در تالین روی پرده رفتند. اولین سالن سینمای استونی در سال ۱۹۰۸ افتتاح شد. اولین فیلم مستند محلی در ۱۹۰۸ در قالب فیلم خبری روز و در مورد سفر شاه سوئد، گوستاو پنجم به تالین ساخته شد.
اولین مستند استونیایی توسط یوهانس پسوکه در ۱۹۱۲ ساخته شد. اولین استودیوی فیلم‌سازی استونی هم با نام استودیوی فیلم استونی تارتو توسط او افتتاح شد (۱۸۹۲ تا ۱۹۱۸). پسوکه، برای موزه طبیعی استونی، فیلم‌های مستند، کوتاه و فیلم‌هایی از طبیعت استونی می‌ساخت. اولین فیلم کوتاه داستانی استونی در سال ۱۹۱۸ توسط او ساخته شده‌است. در کل، هشت فیلم از ساخته‌های پسوکه باقی‌مانده که در آرشیو فیلم استونی نگهداری می‌شوند.

## آغاز سینمای داستانی
سینمای استونی در دهه ۲۰ و ۳۰ رشد قابل قبولی داشت. در سال ۱۹۲۴ اولین فیلم داستانی سینمای استونی به نام سایه‌ای از گذشته به کارگردانی کنستانتین مارسکا ساخته شد. پس از آن تئودور لوتوس در سال ۱۹۲۷ فیلم نورد کوتکا را ساخت که از سوی برخی از مورخان سینما اولین فیلم سینمایی تاریخ استونی شناخته شده‌است.
از چهره‌های دیگر این دوران نام میلیزا کوریوس قابل ذکر است. او که خواننده اپرا بود ابتدا در ۲ فیلم محصول کمپانی لوتوس بازی کرد و سپس برای ادامه کار در دهه ۳۰ به هالیوود رفت. وی در سال ۱۹۳۸ به دلیل نقش آفرینی در فیلم والس بزرگ نامزد دریافت جایزه اسکار بهترین هنرپیشه نقش دوم زن شد.

## دوران پس از جنگ تا استقلال استونی
پس از جنگ جهانی دوم استونی رسماً جزو شوروی سابق بود و بودجه فرهنگی بویژه برای ساخت آثار سینمایی به دستور حزب کمونیست هر منطقه صادر می‌گردید و هر چه تا اواسط دهه ۵۰ ساخته می‌شد جز کارهای سفارشی نبود. پس از مرگ استالین، استونی اولین کشور در مجموعه اتحاد جماهیر شوروی بود که از آزادی‌های نسبی وحداقلی حزب حاکم کمونیست نهایت استفاده را برد. در این دوران فیلم‌های کوتاه و فیلم‌های سینمایی محدودی ساخته شد که عمدتاً بر اساس رمان‌های نویسنده‌های بزرگ روسی نوشته شده بودند. ضمن اینکه دانشگاه تالین نیز در این دوره مدرسه سینمایی خود را گسترش داد.
در این دوران فیلم‌های مهمی مانند بهار ساختهٔ آرو کروسمنت محصول ۱۹۶۹، یادگارگذشته محصول ۱۹۶۹و هتل مرده کوهستان محصول ۱۹۷۹ هردو ساخته گریگوری کرومانف (مطرح‌ترین سینماگر دهه ۶۰ تا ۷۰ استونیایی) ساخته شدند. از سینماگران مطرح و حال حاضر افرادی مانند ویکو اوونپو، المو نوگانن، ایلمار راگ، رنه ویلبر و رنه رانوماگی قابل اشاره‌اند.

## آمار و ارقام
تولید فیلم در استونی در حال حاضر سالیانه ۱۷ فیلم بلند و ۱۱ فیلم مستند می‌باشد. تعداد سالن‌های سینما در این کشور ۷۴ عدد و جمعیت سینماروی آن بیش از ۲ میلیون نفر در سال گزارش شده‌است.

## جشنواره تالین
جشنواره فیلم شب‌های سیاه تالین (Tallinn Black Nights Film Festival) یک جشنواره سالانه فیلم است، که از سال ۱۹۹۷ در تالین، پایتخت استونی برگزار می‌شود. و در ۸ بخش جداگانه به برگزیدگان جایزه گرگ طلایی اهدا می‌شود. حضور ۲۵۰ فیلم در این جشنواره در سال ۲۰۱۹ این فستیوال را به یکی از مهمترین رویدادهای سینمایی اروپا تبدیل کرد.